# Sông Thiên Mạc
Sông Thiên Mạc là tên cổ của một đoạn sông Châu, nằm ở phía Bắc của tỉnh Hà Nam, Việt Nam, là ranh giới tự nhiên giữa thị xã Duy Tiên và huyện Lý Nhân. Đoạn sông này chạy theo hướng Đông - Tây nối sông Hồng (ở phía đông) với sông Đáy (ở phía tây) và nối với sông Nhuệ ở phía Bắc.
Sở dĩ sông mang tên Thiên Mạc vì nó chảy qua xã (hương) Thiên Mạc (nay là Hòa Mạc, huyện Duy Tiên, tỉnh Hà Nam). Theo sách "Đồng Khánh địa dư chí- 同慶地輿誌, Nhà xuất bản Thế giới, 2003, trang 44", được soạn thảo vào thời vua Đồng Khánh thì tên xã này (khi đó thuộc tổng Trác Bút, huyện Nam Xương, phủ Lý Nhân, tỉnh Hà Nội) đã được gọi từ thời Lý-Trần nhưng đến năm Tự Đức thứ 6 (1853), do kiêng chữ nên vua cho đổi chữ Thiên lại thành Hòa.
Trước đây, sông thông với sông Hồng ở Ngã ba Gọng Vó, nhưng đến đầu thế kỷ XX, do các đê sông Hồng và đê sông Châu vỡ liên tục nhiều năm, không thể đắp kịp, gây ra lụt lội nặng nề cho vùng hữu ngạn sông Hồng nên người Pháp đã cho đắp đê chặn cửa sông, tạo cống đóng mở hạn chế lũ. Sau đó, cống cũng bị vỡ sập và đê được đắp chặn hẳn lại do vậy đoạn sông này còn mang tên Tắc giang.
Năm 2011, công trình thủy lợi Tắc giang đã hoàn thành với việc xây dựng các âu thuyền cửa sông này và tại Phủ Lý, nhằm nối lại sông Hồng với sông Đáy, cải tạo nguồn nước mặt và nước ngầm của hệ thống sông Nhuệ- Đáy hiện đang trong tình trạng ô nhiễm, là niềm mong mỏi của hàng chục triệu người sinh sống tại lưu vực các con sông này.
Trong các cuộc kháng chiến chống quân Nguyên, trên sông Thiên Mạc đã diễn ra những trận đánh thắng lớn của quân đội nhà Trần đứng đầu là Hưng Đạo Đại vương Trần Quốc Tuấn và tướng quân Trần Bình Trọng. Đây cũng là đường lui của triều đình theo đường thủy theo sông Châu về Tức Mặc- Thiên Trường (Nam Định, quê hương gốc của dòng họ nhà Trần) xây dựng căn cứ trong chiến tranh và sau này là nơi nghỉ ngơi của các Thái Thượng hoàng.